# Langestraat 61
Langestraat 61 is een gebouw aan de Langestraat hoek Blauwburgwal in Amsterdam-Centrum.

## Geschiedenis
De hoek werd waarschijnlijk al bebouwd tijdens de uitleg van eind 16e eeuw, toen Amsterdam het Singel overstak. Die straat dankte haar naam aan dat zij in de tijd van aanleg relatief lang was. De gebouwen aan de Blauwburgwal hadden steevast het uiterlijk van een grachtenpand, een combinatie van bedrijven, woningen en opslag. Dat was ook het geval in 1916 toen het ranke gebouw Blauwburgwal 12 op de begane grond een smederij had, daarboven twee woonetages en daar weer boven een deels met houten luiken afgesloten opslag/zolder. De zijgevel van dat gebouw was geprojecteerd langs de Langestraat. Volgens een tekening van Eugène Rensburg uit 1918 stond op nr. 10 een gebouw met een souterrain met bovenetages onder een puntdak. Boven de toegangsdeur is op die tekening een gevelsteen (ongedetailleerd) te zien.

## Verandering
In het najaar van 1918 kocht makerlaar J.F.J. Eijrond de twee gebouwen Blauwburgwal 12 en Langestraat 61 aan. In de zomer van 1919 kocht diezelfde makelaar Blauwburgwal 10 (gebouw met gevelsteen) aan.  Hij had zo de hele hoek in handen. Ondertussen had hij de sloop van zijn eerste aankoop al aanbesteed.
Op de gesloopte plek (huisnummer 10 bleef nog even staan) verrees een kantoorgebouw naar ontwerp van J. Eijrond, dat opgetrokken werd in de stijl van de Amsterdamse School, de ingang werd geplaatst aan de Langestraat. Die Amsterdamse School is terug te vinden en de grote oppervlakte aan baksteen gebouwd op een natuurstenen plint. Op die plint steunt ook een band met versieringen in natuursteen. De stijl is tevens terug te vinden in het beslag op toegangsdeuren en afwisselende horizontaal en verticaal metselverband. Natuursteen is verder alleen te vinden in de ondersteuning en bovenrand van de twee verdiepingen hoge erker (met dezelfde versieringen als in de band) en als kopstenen van verticaal gemetselde afsluitingen van de dakrand. Andere tekenen van de bouwstijl zijn de diepliggende raampartijen, overigens in een klassieke raamverdeling. De erker is in trapeziumvorm dicht tegen de gevel gebouwd. Bij de bouw werd de gevelsteen van nummer 10 in de zijgevel van de nieuwbouw geplaatst.
Rond 1927 werd ook nummer 10 aangepast aan deze bouwstijl (het adres verviel volgens de Woonkaarten Amsterdam in januari 1928). De oude voordeur en indeling verdween en er kwam ook hier een gebouw in de Amsterdamse School, grotendeels identiek aan de gevel voorheen nummer 12. Er werden hier dezelfde versieringen aangebracht, maar de erker is toch anders. Zo begint ze direct boven de ramen (aan de Langestraat zitten er twee rijen horizontale en een rij verticale bakstenen tussen); heeft een hogere balustrade, steekt meer uit en sluit af met een raampartij waaroven een afdak. Ze is daarbij slechts één verdieping hoog. De gevelsteen verhuisde terug naar dit gebouw en werd op de erker bevestigd. Opmerkelijk detail is dat de bouw van dit deel is uitgevoerd in een afwijkende kleur baksteen; op de oude plaats van de gevelsteen in de Langestraat is deze kleur baksteen ook toegepast. 
De naam van de gebruiker van het gebouw B. Cordemeijer (manufacturen en textielproducten) stond jarenlang op de gevel, uitgevoerd in donker metaal in typografie behorende bij de Amsterdamse School.
Het gebouw is sinds 13 maart 2007 een gemeentelijk monument (214011).

## Gevelsteen
De gevelsteen uit de 18e eeuw van 60 bij 100 cm is geplaatst in een rococo gestileerde omlijsting. Binnen die lijst is een binnenvaartschip in de vorm van een zeilboot met sloepje zichtbaar. Bijna weggesleten zijn rechts huizen en kerk aan de oever. De boot vaart naar links, een gelijkenis met de gevelsteen op Blauwburgwal 2.

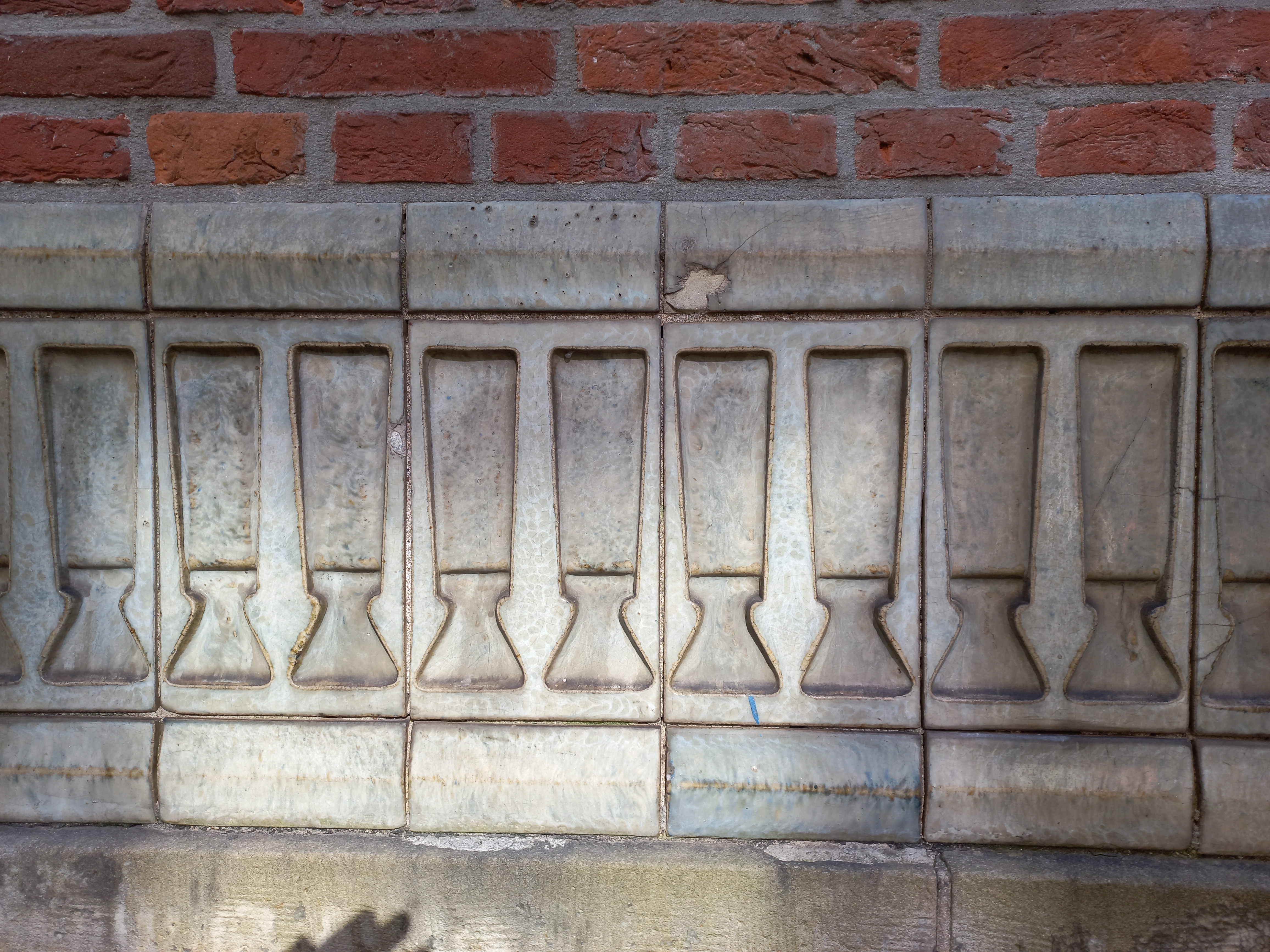
Band met versieringen (maart 2022)

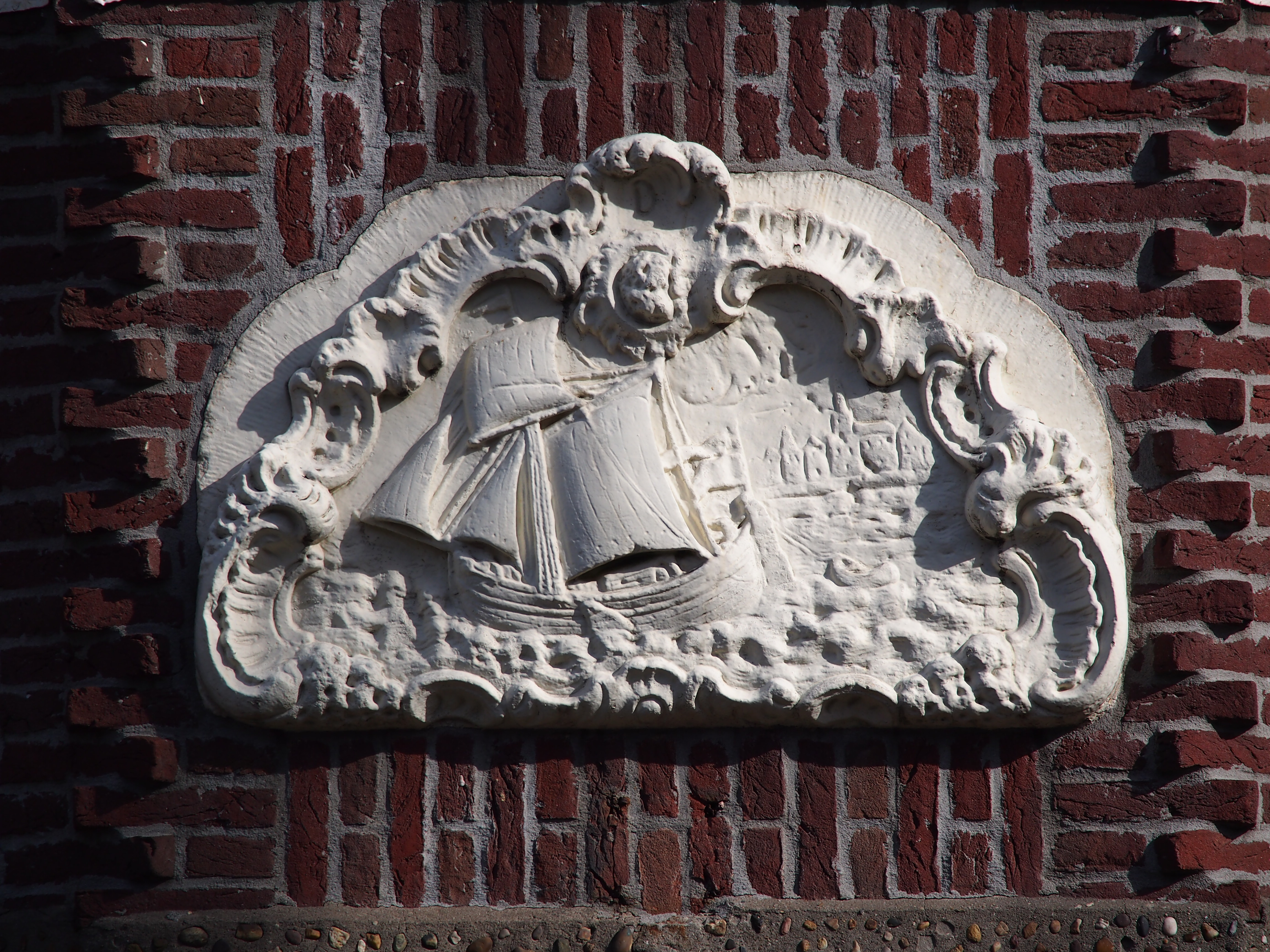
Gevelsteen (maart 2022)